# Vizovice
Vizovice (in tedesco Wisowitz) è una città della Repubblica Ceca facente parte del distretto di Zlín, nella regione di Zlín.

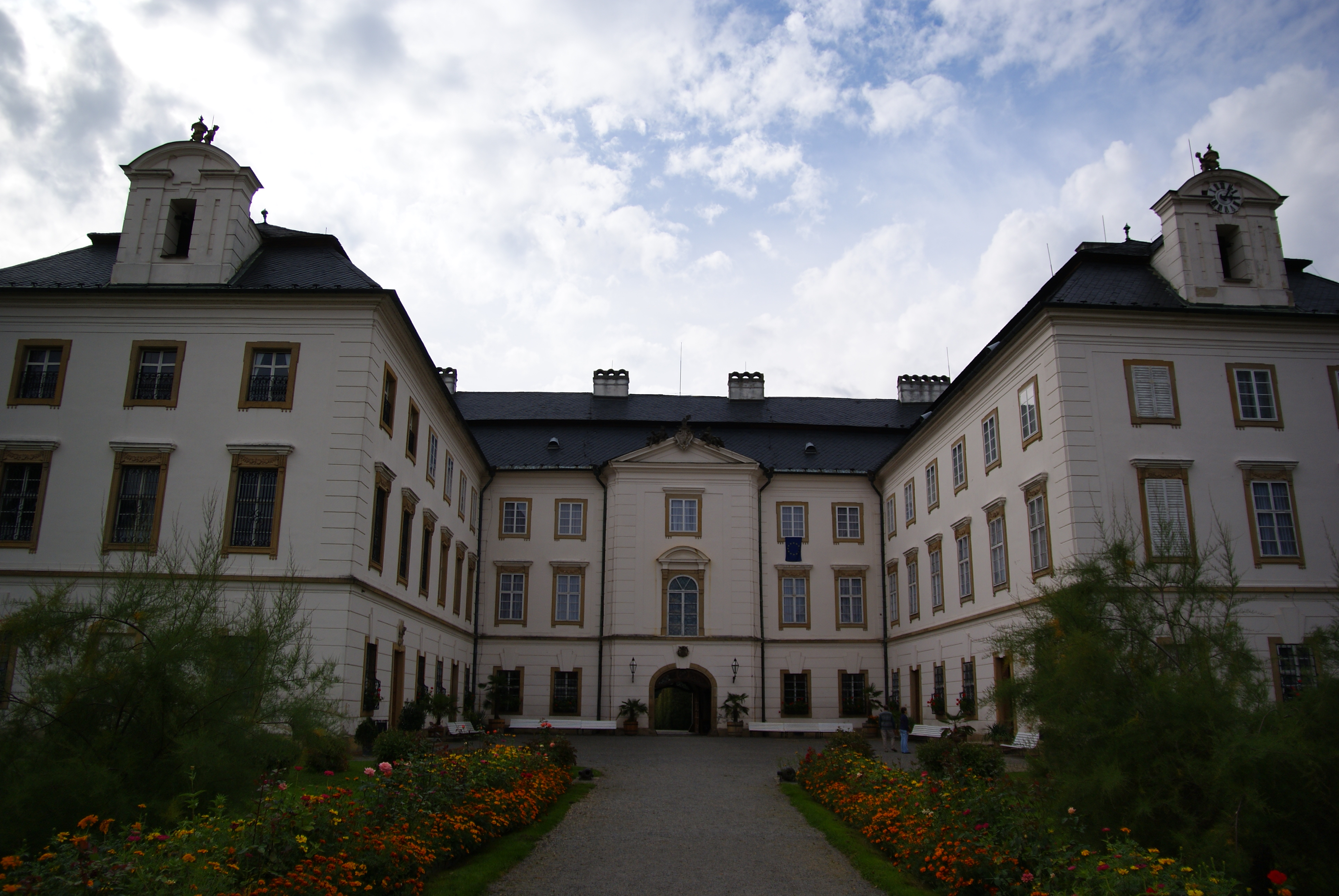
Cortile d'onore e facciata verso la città

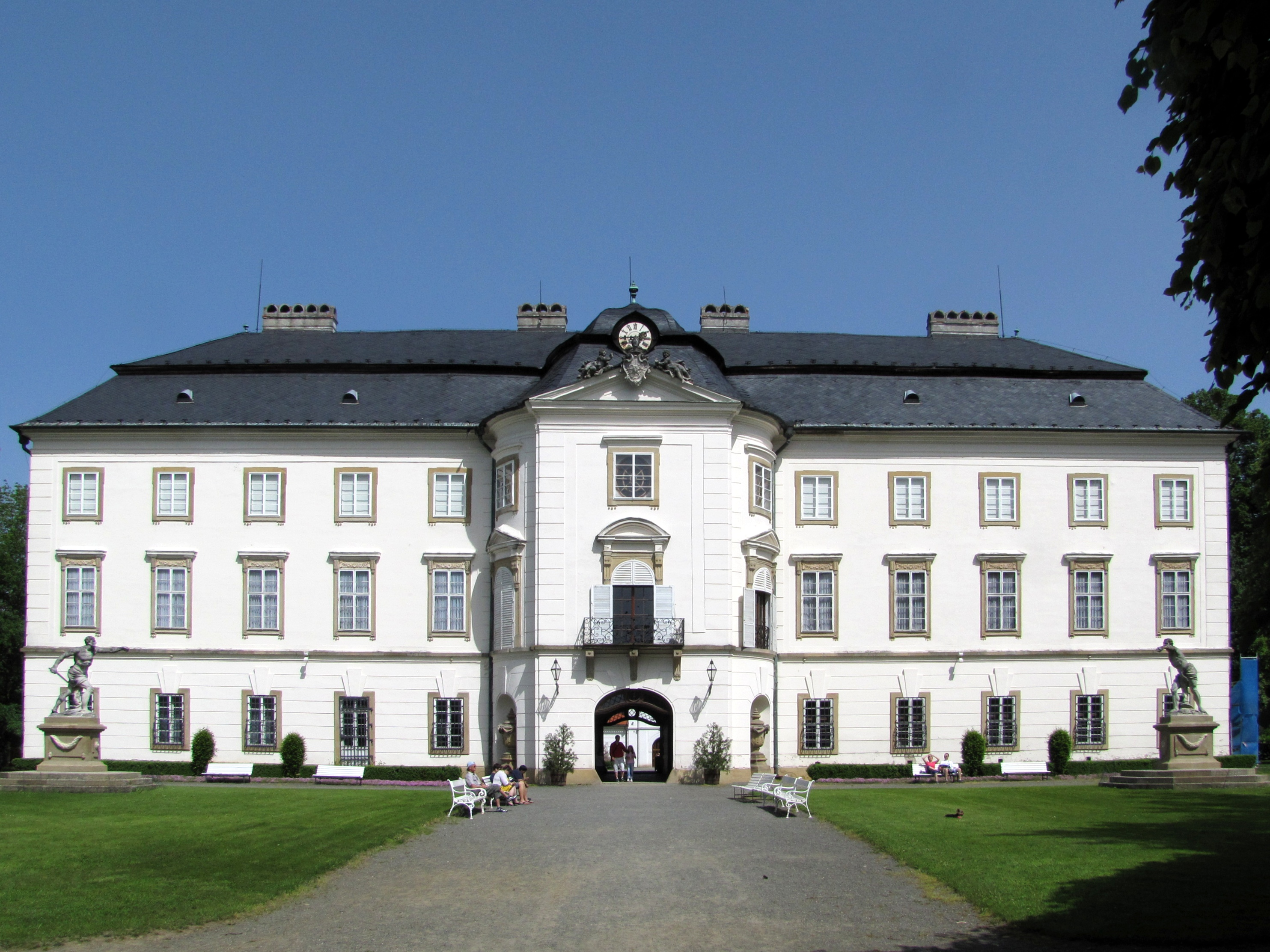
Facciata verso il parco

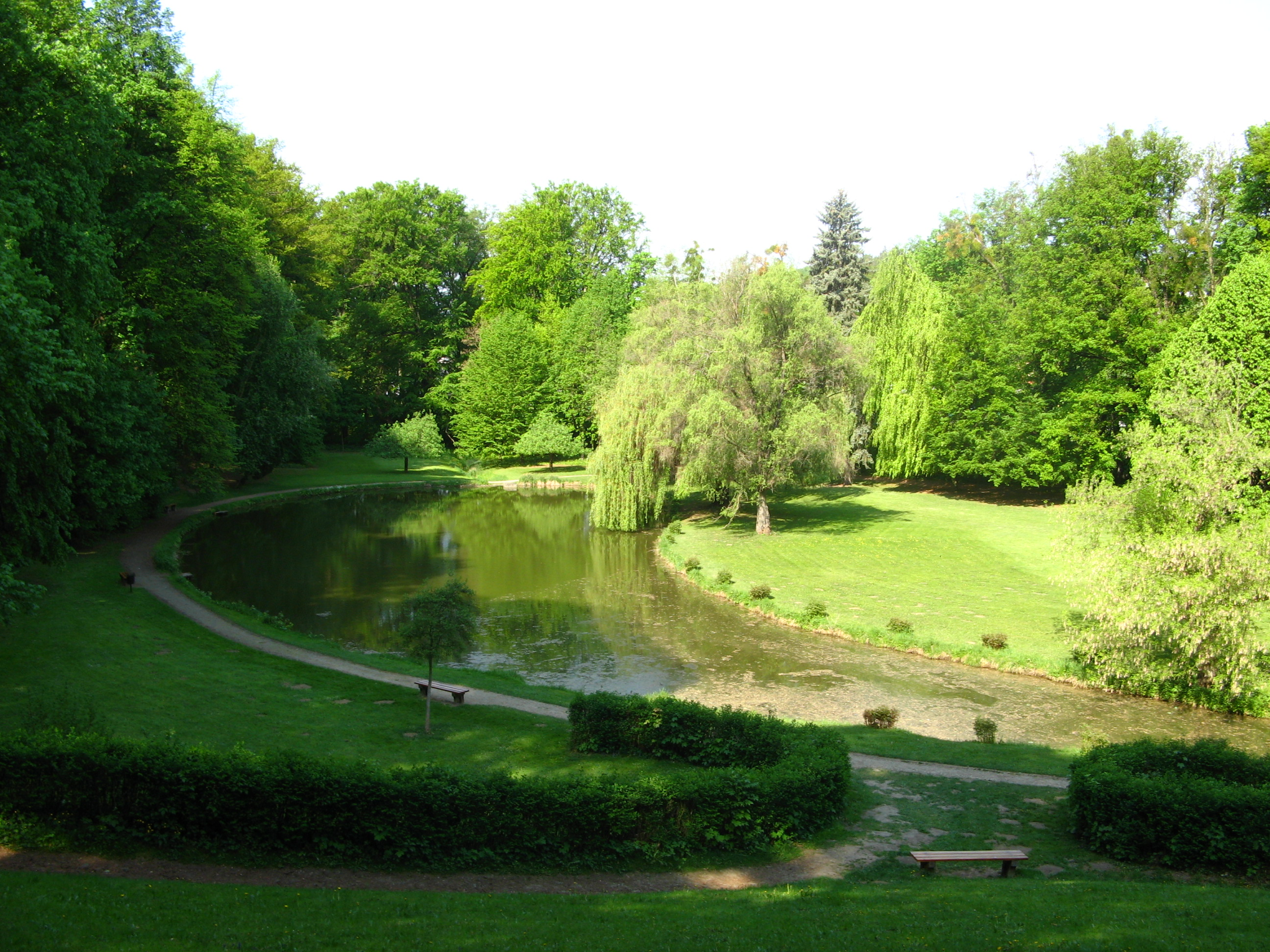
Veduta del parco

## Il castello
Il castello venne costruito nel XVIII secolo sul luogo di un precedente monastero cisterciense.  Si tratta di un tipico edificio signorile di gusto tardo barocco, con decorazioni in stile Luigi XV.  Architetto fu il moravo Franz Anton Grimm.
Gli allestimenti comprendono un'ampia collezioni di quadri, con opere preziose della pittura olandese del secolo d'oro, mobilia in stile barocco, rococò e biedermeier, numerose porcellane di provenienze diverse.  Degne di nota sono anche le decorazioni scultoree della cappella, opera di Andreas Schweigel.
Il giardino alla francese e il parco all'inglese rivestono particolare interesse paesaggistico.